# Baest
I Baest sono un gruppo musicale danese formatosi ad Aarhus nel 2015.
Il nome del gruppo deriva dalla parola danese bæst, che significa bestia.

## Formazione
- Simon Olsen – voce (2015-presente)
- Lasse Revsbech – chitarra (2015-presente)
- Svend Karlsson – chitarra (2015-presente)
- Mattias Melchiorsen – basso (2015-presente)
- Sebastian Abildsten – batteria (2015-presente)

## Discografia

### Album in studio
- 2018 – Dance Macabre
- 2019 – Venenum
- 2021 – Necro Sapiens

### EP
- 2016 – Marie Magdalene

### Demo
- 2016 – Demo